# Cynomops
Cynomops là một chi động vật có vú trong họ Dơi thò đuôi, bộ Dơi. Chi này được Thomas miêu tả năm 1920. Loài điển hình của chi này là Molossus cerastes Thomas, 1901 (= Vespertilio abrasus Temminck, 1827).

## Các loài
Chi này gồm các loài: